# 入部 (部首)
入部（にゅうぶ）は、漢字を部首により分類したグループの一つ。
康熙字典214部首では11番目に置かれる（2画の5番目）。

## 概要
入部は「入」を意符として構成要素にもつとされる漢字および「入」の形を筆画として持つ漢字を分類している。
『説文解字』の小篆や『康熙字典』の字形に含まれる「入」の多くは楷書において「人」と書かれる。そのため、日本でも後者の形に基づいて分類する辞書では、入部に属する漢字が少なくなっており、現代の中国の簡体字の部首分類法では、入部は人部に吸収合併される形で廃止されている。

## 部首の通称
- 日本：いる、いりがしら、いりやね
- 中国：入字頭
- 韓国：들입부 (入りの入部)
- 英米：Radical Enter

## 部首字
「入」は入るという意味を表す。
- 中古漢語
  - 広韻 - 人執切
  - 詩韻 - 緝韻、入声
  - 三十六字母 - 日母
- 現代漢語
  - 普通話 - ピンイン：rù 注音：ㄖㄨˋ ウェード式：ju4
  - 広東語 - Jyutping:jap6
- 日本語 - 音：ジュウ（ジフ）（漢音）・ニュウ（ニフ）（呉音）/ 訓：いる、いれる、はいる
- 朝鮮語 - 音：입(ip) / 訓：들（deul、入る）

甲骨文
金文
大篆
小篆

## 例字
入・內（内→冂部）・全（全→人部）・兩（両→一部）・兪

### 最大画数
𠓿